# NGC 3113
NGC 3113 (również PGC 29216 lub UGCA 198) – galaktyka spiralna z poprzeczką (SBcd), znajdująca się w gwiazdozbiorze Pompy. Odkrył ją John Herschel 5 lutego 1837 roku.